# 튀니지 요리

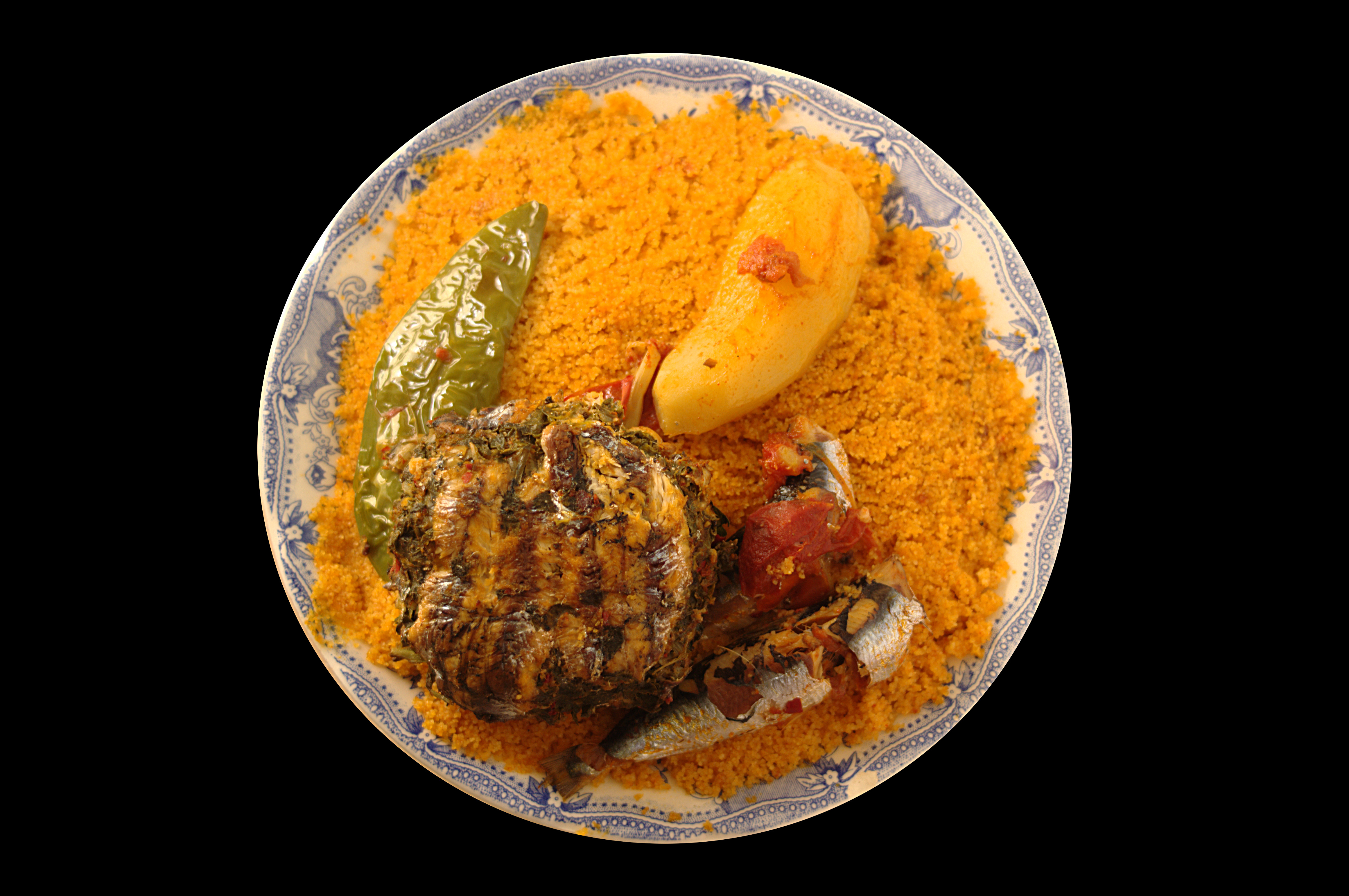
쿠스쿠스

튀니지 요리(Tunisie 料理, 아랍어: مطبخ تونسي 마트바크 툰시이[*])는 북아프리카 마그레브 지역에 있는 튀니지의 요리이다. 유럽과 동양의 요리 양식이 섞인 양식을 보여준다. 고대시대부터는 페니키아인의 영향을 받았으며 고대 로마인과 아랍계 미족, 터키 등 오스만 제국의 영향도 많이 받았다. 또한 이후에는 프랑스의 영향을 많이 받았다. 이를 통해 프랑스 빵이 튀니지에 많이 파급되었다. 가장 기본적으로는 지중해식 요리와 베르베르 민족의 영향이 강세를 띤다. 대부분의 요리법이나 주방 기구는 고대 시대에 무역이 시작되면서 유목민들 사이에서 뿌리 내린 것이다. 대개는 유목민들이 직접 요리 기구들을 가지고 다닌다. 아프리카인들에게는 타진이라고 하는 기구가 있는데 그것은 요리용 주전자 혹은 냄비를 말하는 것으로 오늘날에도 똑같이 불린다. 오스벤은 튀니지에서 자주 만드는 일종의 소시지다.
지중해식 요리와 마찬가지로 올리브 기름과 향신료, 토마노, 해산물, 청어, 양고기를 많이 소비한다.

## 양념
하리사는 일종의 고추 소스다.

## 같이 보기
- 마그레브 요리
- 아랍 요리
- 지중해 요리